# Міжштатна автомагістраль 65
Міжштатна автомагістраль 65 (Interstate 65, I-65)  — головна міжштатна автомагістраль із півночі на південь у центральній частині США. Як і більшість міжштатних автомагістралей із двозначними номерами, що закінчуються на 5, це головний маршрут із півночі на південь, який сполучає Великі озера та Мексиканську затоку. Його південна транспортна розв'язка розташована на розв’язці з автомагістраллю розв'язка з I-90 у Мобілі, штат Алабама, а північна кінцева станція — на розв’язці з I-10, U.S. Route 12 (US 12) і U.S. Route 20 (US 20) (шосе Дюни) у Гері, Індіана, на південний схід від Чикаго. I-65 з'єднує кілька великих столичних районів на Середньому Заході та півдні США. Він з'єднує шість найбільших міст Алабами: Мобіл, Мантгомері, Бірмінгем, і Гантсвілл. Він також служить одним із головних маршрутів з півночі на південь через Нешвілл Теннессі, Луїсвілл штат Кентуккі та Індіанаполіс Індіана, кожен з яких є великою агломерацією у своєму відповідному штаті.

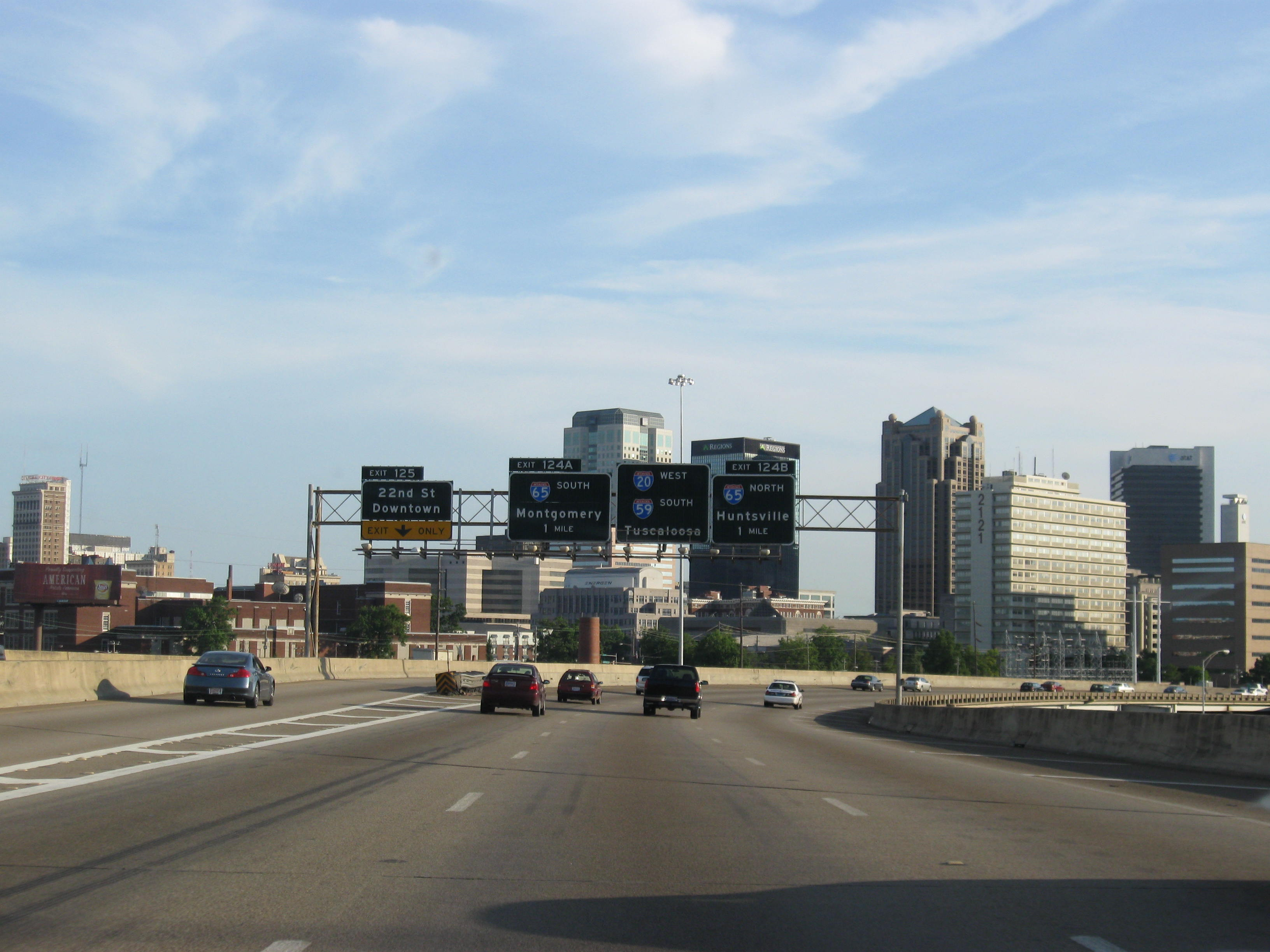
I-65 наближається до виїзду з центру Бірмінгема.